# Lake Jackson
Lake Jackson é uma cidade localizada no estado norte-americano do Texas, no Condado de Brazoria.

## Demografia
Segundo o censo norte-americano de 2000, a sua população era de 26.386 habitantes.
Em 2006, foi estimada uma população de 27.614, um aumento de 1228 (4.7%).

## Geografia
De acordo com o United States Census Bureau tem uma área de
51,3 km², dos quais 49,3 km² cobertos por terra e 2,0 km² cobertos por água. Lake Jackson localiza-se a aproximadamente 6 m acima do nível do mar.

## Localidades na vizinhança
O diagrama seguinte representa as localidades num raio de 12 km ao redor de Lake Jackson.

## Filha Ilustre
Como artista, nascida nesta cidade, e notória no cenário cultural e musical latino, e também na cultura e música estadunidense, destacamos a cantora tejana Selena.